# Chapelle-Vallon
Chapelle-Vallon – miejscowość i gmina we Francji, w regionie Grand Est, w departamencie Aube.
Według danych na rok 1990 gminę zamieszkiwało 186 osób, a gęstość zaludnienia wynosiła 10 osób/km².

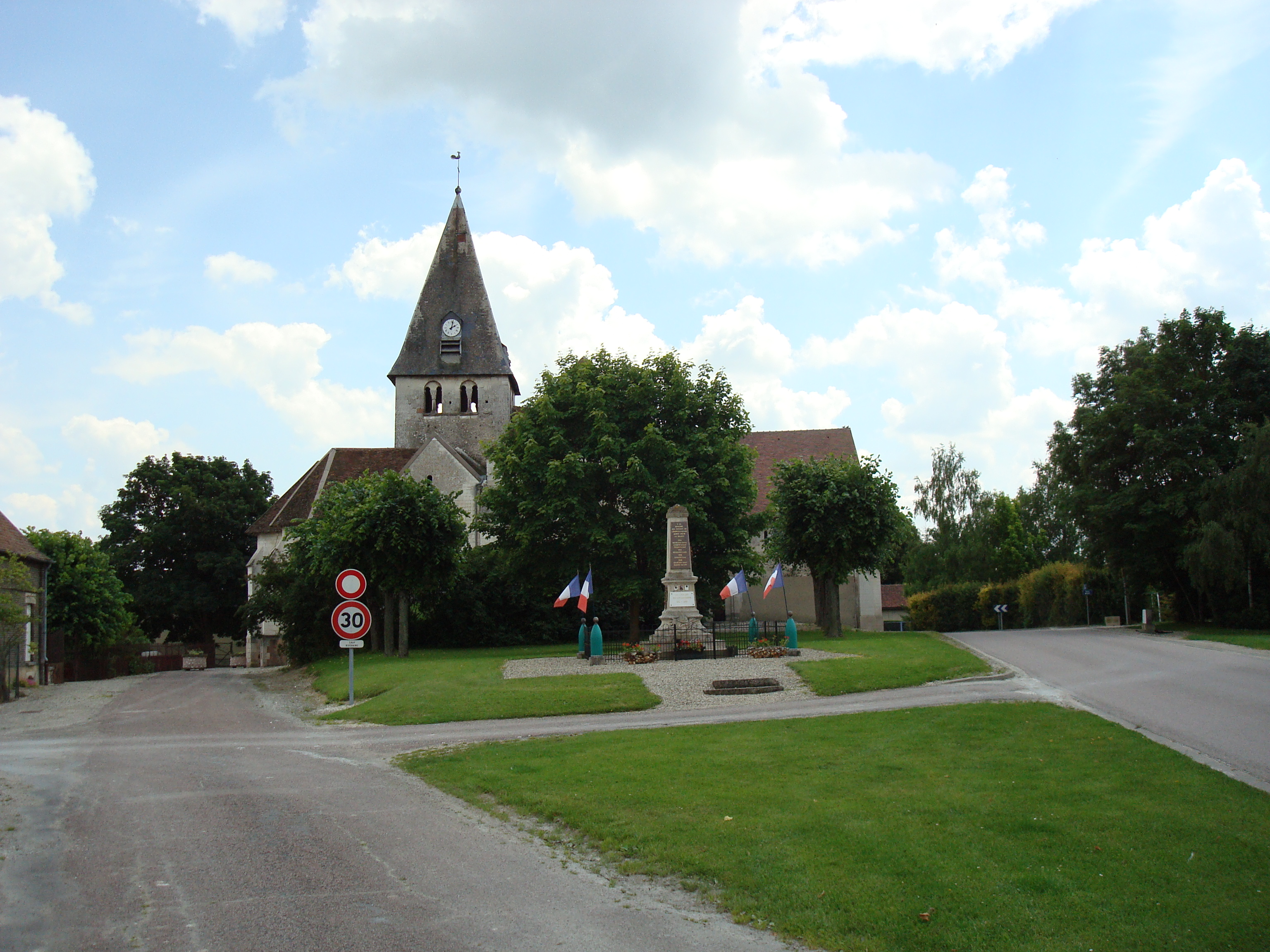
Chapelle-Vallon, 2008